# 하르피미무스

하르피미무스(Harpymimus)는 중생대 백악기 전기, 오늘날 몽골 부근에서 살았던 2족보행의 육식공룡이다. '용반류'-'하르피미무스과'에 속하는 종이다. 학명은 그리스어 "harpyiai(영어:Harpies)"와 "mimos(영어:mimic)"가 합쳐져 만들어진 것으로, "하피 모사물"이라는 의미를 갖는다. 전체 몸 길이는 약 3m~4m, 체중은 130kg정도 나갔을 것으로 추정된다. 두개골은 약 26cm정도 된다.